# Jamaica i olympiska sommarspelen 1976
Jamaica deltog med 20 deltagare vid de olympiska sommarspelen 1976 i Montréal. Totalt vann de en guldmedalj och en silvermedalj.

## Medaljer

### Guld
- Don Quarrie - Friidrott, 200m.

### Silver
- Don Quarrie - Friidrott, 100m.

## Cykling
Linjelopp
- Errol Walters — fullföljde inte (→ ingen placering)

Sprint
- Xavier Mirander — 16:e plats

Tempolopp
- David Weller — 1:08,534 (→ 11:e plats)

## Friidrott
Herrar
800 meter
- Seymour Newman
  - Heat — 1:48,46
  - Semi Final — 1:47,22 (→ gick inte vidare)

4 x 400 meter stafett
- Leighton Priestley, Donald Quarrie, Colin Bradford och Seymour Newman
  - Heat — 3:03,86
  - Final — 3:02,84 (→ 5:e plats)